# Ryś euroazjatycki
Ryś euroazjatycki, ryś (Lynx lynx) – gatunek lądowego ssaka drapieżnego z podrodziny kotów (Felinae) w obrębie rodziny kotowatych (Felidae), największy z rysi. Występuje w Europie i Azji. Poza kotem domowym, ryś i żbik są jedynymi występującymi w Polsce przedstawicielami kotowatych. Ryś jest też jednym z największych drapieżników Europy. Został opisany naukowo przez Karola Linneusza w 1758 roku pod nazwą Felis lynx. W Polsce jest gatunkiem rzadkim i chronionym. Badaniem populacji rysia w Polsce zajmuje się Zakład Ekologii Wydziału Biologii Uniwersytetu Warszawskiego i Instytut Biologii Ssaków Polskiej Akademii Nauk w Białowieży.

## Systematyka
Ryś został po raz pierwszy opisany dla nauki przez szwedzkiego przyrodnika i lekarza Carla von Linné (Karola Linneusza) w X edycji jego wielotomowego dzieła pt. Systema Naturae, w 1758 r. Została mu wówczas nadana nazwa „Felis lynx”. W 1792 r. szkocki zoolog Robert Kerr przeniósł rysia, wraz z rysiem rudym do odrębnego rodzaju Lynx. Od tego czasu trwa spór o to, czy Lynx powinien być uznawany za rodzaj, czy podrodzaj w obrębie Felis. Obecnie jednak uznaje się go za rodzaj, a w obrębie rysia eurozjatyckiego wyróżnia się 6 podgatunków. Na podstawie analiz mtDNA i sekwencji mikrosatelitarnych zidentyfikowano trzy główne klady L. lynx (zachodni, wschodni i południowy), które nie wydają się odpowiadać tradycyjnie uznanym podgatunkom; potrzebne są dalsze badania. Według niektórych starszych systemów do rysia euroazjatyckiego zaliczano też rysia kanadyjskiego i iberyjskiego. Dokładniejsze badania pozwoliły na wydzielenie tych taksonów jako osobnych gatunków.
Za ostatniego wspólnego przodka wszystkich współczesnych przedstawicieli rodzaju Lynx uważa się kotowatego z gatunku Lynx issiodorensis. Żył on ok. 5 mln lat temu (w miocenie) w Azji i od współczesnego rysia euroazjatyckiego różnił się tylko niektórymi szczegółami w budowie ciała. Obecnie do Lynx zalicza się łącznie 4 gatunki kotowatych, choć iberyjski był niegdyś uważany za podgatunek rysia euroazjatyckiego. Faktem jest jednak, że ryś kanadyjski i rudy pochodzą od rysia euroazjatyckiego, z tym, że ten drugi wcześniej oddzielił się od linii rozwojowej.
Kladogram rodzaju Lynx z zaznaczoną pozycją rysia euroazjatyckiego
|  | \| \| L. pardinus \| \| \| \| \| \| L. lynx \| \| \| \| |
|  |                                                         |
|  | L. canadensis                                           |
|  |                                                         |
|  | L. pardinus                                             |
|  |                                                         |
|  | L. lynx                                                 |
|  |                                                         |

|  | L. pardinus |
|  |             |
|  | L. lynx     |
|  |             |

|  | L. rufus |
|  |          |

|  | \| \| L. pardinus \| \| \| \| \| \| L. lynx \| \| \| \| |
|  |                                                         |
|  | L. canadensis                                           |
|  |                                                         |
|  | L. pardinus                                             |
|  |                                                         |
|  | L. lynx                                                 |
|  |                                                         |

|  | L. pardinus |
|  |             |
|  | L. lynx     |
|  |             |

|  | L. rufus |
|  |          |

### Etymologia
- Lynx: gr. λυγξ lynx, λυγκος lynkos „ryś”[35].
- balcanicus: Bałkany, południowo-wschodnia Europa[36].
- carpathicus: Karpaty, środkowa i wschodnia Europa[37].
- dinniki: Nikołaj Jakowlewicz Dinnik (1847-1917), rosyjski naukowiec, badacz przyrody Kaukazu, geograf[38].
- isabellinus: nowołac. isabellinus „koloru izabelowego, szarawo-żółty”, od fr. Isabelle „Izabela”, od hiszp. Isabella „Izabela”[39].
- wrangeli: adm. Ferdinand Petrowicz Freiherr von Wrangel (1796–1870), Niemiec bałtycki, służący w rosyjskiej marynarce, podróżnik po Syberii, gubernator rosyjskiej Alaski w latach 1830–1835, minister marynarki w latach 1855–1857[38][40].

## Występowanie
Pierwotnie zasięg rysia obejmował obszar od Pirenejów po Kamczatkę, od Bałkanów po Skandynawię i od Turcji po Kaszmir i Tybet. Obecny naturalny zasięg tego gatunku nie obejmuje krajów Europy Zachodniej. Od lat siedemdziesiątych zasięg ponownie zaczął się rozszerzać dzięki reintrodukcji na obszarach Szwajcarii, Austrii, Czech, Francji i Słowenii. W Skandynawii obserwuje się rozprzestrzenianie tego gatunku poza koło podbiegunowe.
Status rysia euroazjatyckiego jest różny w zależności od obszaru. Największa populacja (90% wszystkich rysi) żyje w lasach Syberii. Znaczące populacje występują także w Skandynawii i Finlandii (łącznie ok. 4230 – 4910 rysi) i Karpatach (ok. 2300 – 2400 rysi). Szczątkowa populacja (ok. 50 osobników) żyje na Półwyspie Bałkańskim. We Francji, Niemczech i Szwajcarii rysie zostały wytępione już w XIX w. i w pierwszej połowie XX wieku. Zostały na tych obszarach reintrodukowane w drugiej połowie XX wieku. Poza tym rysie można spotkać także w Azji Środkowej i lasach wschodniej Europy.
W Europie kontynentalnej według danych z lat 2010–2012 (z wyłączeniem Rosji, Białorusi i Ukrainy) żyło 9 tys. rysi (nie licząc odrębnego gatunku – rysi iberyjskich). Stałą obecność stwierdzono w 23 krajach; areał stałego zasięgu wynosił 813 400 km². Dla okresu 1950-1970 szacuje się areał zasięgu na 366 000 km².
Zasięg występowania według podgatunków:
- L. lynx lynx – Skandynawia, Finlandia, kraje bałtyckie, Białoruś i Rosja na zachód od Jeniseju.
- L. lynx balcanicus – Półwysep Bałkański i być może Grecja.
- L. lynx carpathicus – środkowa i wschodnia Europa od Karpat na południe do Bułgarii.
- L. lynx dinniki – Kaukaz na południe do Turcji i północnego Iranu.
- L. lynx isabellinus – góry środkowej Azji od Kazachstanu do Himalajów i Wyżyny Tybetańskiej.
- L. lynx wrangeli – Syberia na wschód od Jenisej i północna Chińska Republika Ludowa.

### Występowanie na terenie Polski

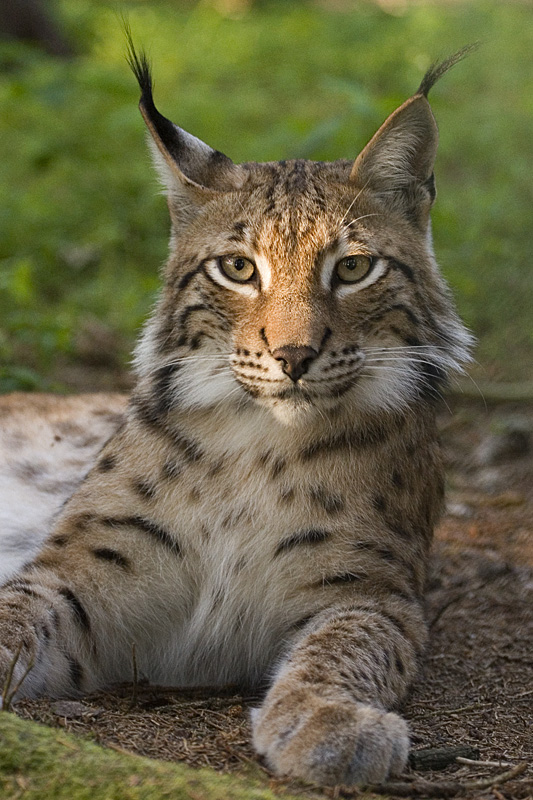
Ryś euroazjatycki

Na terenie Polski według stanu na 31.12.2010 roku żyło 285 rysi. Należą one do dwóch populacji. Populacja nizinna (podgatunek nominatywny) występuje w Polsce północno-wschodniej: Kotlina Biebrzańska oraz puszcze Białowieska (ok. 20 osobników), Augustowska (ok. 20 osobników), Knyszyńska (ok. 20 osobników) i Borecka (ok. 5 osobników). Populacje występujące na północnym wschodzie Polski są obecnie zasilane przez osobniki przybywające z Białorusi, gdyż liczba rysi wzrosła tam z ok. 220 osobników w roku 2000 do ok. 850 osobników rejestrowanych po roku 2010. Populacja karpacka (podgatunek L. lynx carpathica) istnieje we Wschodnich i Zachodnich Karpatach (ok. 100 osobników) oraz na Pogórzu Karpackim (ok. 10 osobników). Ona z kolei zasilana jest prawdopodobnie przez rysie ze Słowacji, których na początku drugiej dekady XX w. żyło tam co najmniej 250-300.
Od lat 80. XX w. ryś nielicznie spotykany jest na Roztoczu, w Puszczy Solskiej i na Polesiu Lubelskim. Reintrodukowana na początku lat 90. XX wieku populacja podgatunku nominatywnego żyje w Puszczy Kampinoskiej. Część osobników z tej populacji zasiedliła lasy Gostynińsko-Włocławskiego Parku Krajobrazowego. Ponadto od 2007 roku trwają próby osiedlenia pochodzących z Estonii rysi w Puszczy Piskiej. Trwają również starania nad odtworzeniem populacji rysia w Puszczy Napiwodzko-Ramuckiej. Od przełomu 2009 i 2010 rysie są obserwowane także przy polskiej granicy w czeskim Karkonoskim Parku Narodowym. Prawdopodobnie przedostały się one tam z obszaru Szumawy, gdzie zostały reintrodukowane. Widywane są również w innych częściach Sudetów: w Karkonoszach, w Górach Izerskich oraz w Górach Stołowych. Pojedynczych lub kilkukrotnych obserwacji dokonano również w Borach Tucholskich, Słowińskim Parku Narodowym i Puszczy Noteckiej. Od 2019 roku rozpoczęto reintrodukcję rysiów w ramach projektu „Powrót rysia do północno-zachodniej Polski”. Do sierpnia 2019 wypuszczono na wolność 18, a do sierpnia 2023 ponad 70 osobników - w samym tylko 2022 urodziło się w tym rejonie co najmniej 44 rysich kociąt. W 2021 występowanie rysiów stwierdzono na Pojezierzu Drawskim i Ińskim, a także - po 44 latach przerwy - na Powiślu w rejonie Kwidzyna. W listopadzie 2022 zaobserwowano rysia na terenie nadleśnictwa Góra Śląska.
W Polsce według danych z ok. 2011 r. populacja wynosiła 296 osobników, a w okresie 1950-1970 roczną populację szacowano na 150 osobników.

## Morfologia
| Podstawowe dane         | Podstawowe dane |
| ----------------------- | --------------- |
| Długość ciała           | 100–150 cm      |
| Wysokość w kłębie       | 50–75 cm        |
| Długość ogona           | 15–30 cm        |
| Masa ciała              | 12–35 kg        |
| Dojrzałość płciowa      | ok. 1,5 roku    |
| Ciąża                   | 70–74 dni       |
| Liczba młodych w miocie | 3–5             |
| Długość życia           | 14–17 lat       |

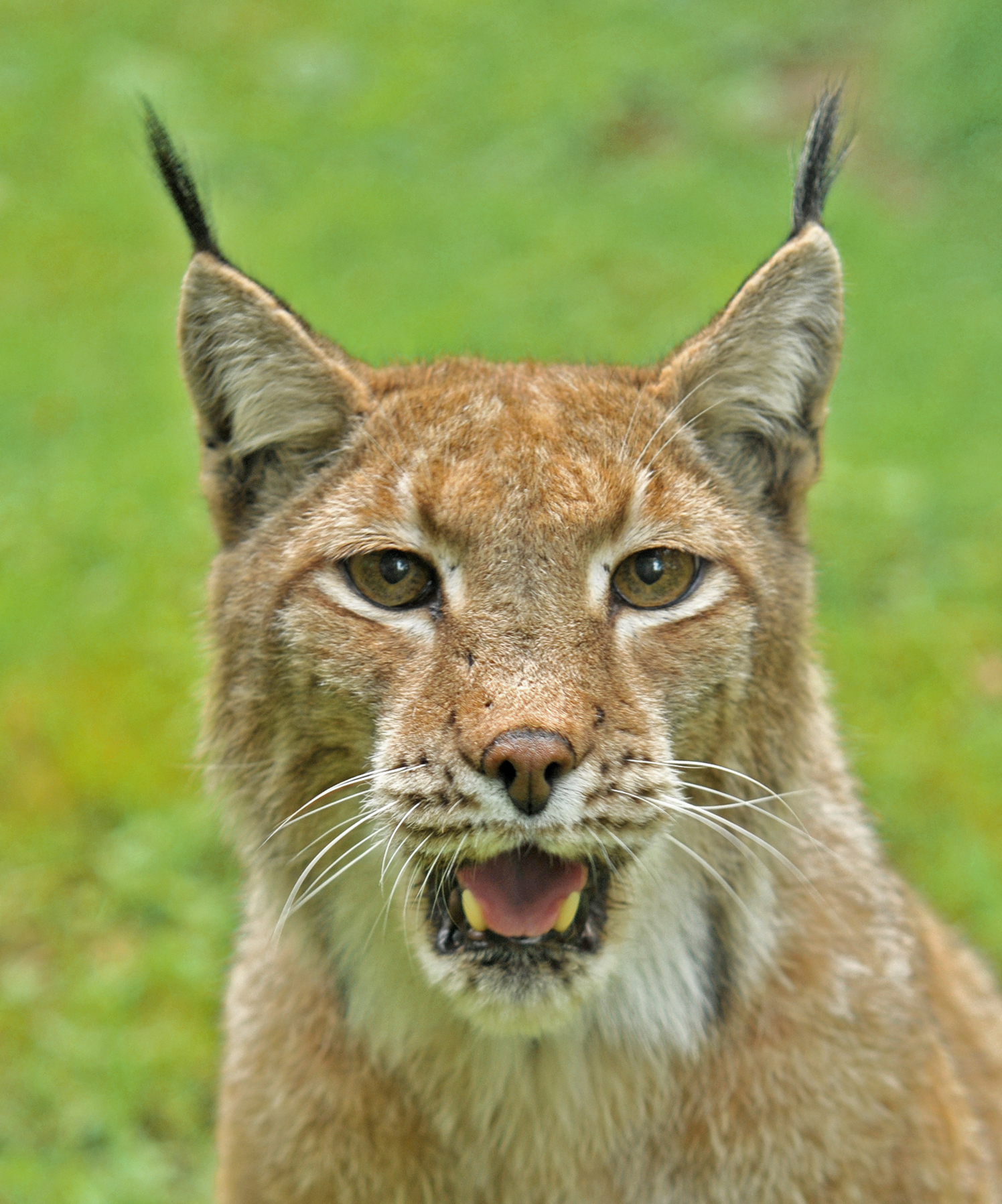
Głowa rysia z podgatunku nominatywnego

Ryś euroazjatycki jest największym przedstawicielem rodzaju Lynx. Osiąga rozmiary dorosłego owczarka niemieckiego – dł. ciała ok. 100–150 cm (najczęściej do 130 cm) i wysokość w kłębie ok. 50–75 cm. Ma okrągłą głowę, krępe ciało osadzone na długich, silnych łapach i palce zakończone wysuwalnymi pazurami. Wierzch czarno-żółtorudy z brunatnymi plamkami (wyraźniejsze u populacji górskich i prawie w ogóle niewidoczne u nizinnych). Brzuch jest biały. U większości osobników włosy na szyi i spodzie głowy tworzą charakterystyczną kryzę i bokobrody. Futro rysia ma doskonałe właściwości izolujące i zbudowane jest z 3 rodzajów włosów: przewodnich, ościstych i puchowych. Stojące uszy są zakończone charakterystycznym pędzelkiem sztywnych, czarnych włosów, które pełnią ważną funkcję: skupiają fale dźwiękowe i doprowadzają je do uszu rysia tak, że ten lepiej słyszy, ryś może wychwytywać wysokie częstotliwości 60-70 kHz. Ogon jest krótki, ciemniejszy na czubku. Ryś ma dobrze rozwinięte zmysły wzroku i słuchu. Jego uzębienie jest przystosowane do kruszenia i cięcia, z dobrze rozwiniętymi kłami i łamaczami. Sprawnie wspina się po drzewach, dobrze skacze. Nie jest za to dobrym biegaczem, szybko się męczy. Tak jak wszystkie małe koty myje starannie całe ciało, potrafi także mruczeć i na wdechu i na wydechu, co zawdzięcza specjalnej budowie kości gnykowych. Jego wzór zębowy to {\displaystyle {\tfrac {3121}{3121}}.}

## Środowisko

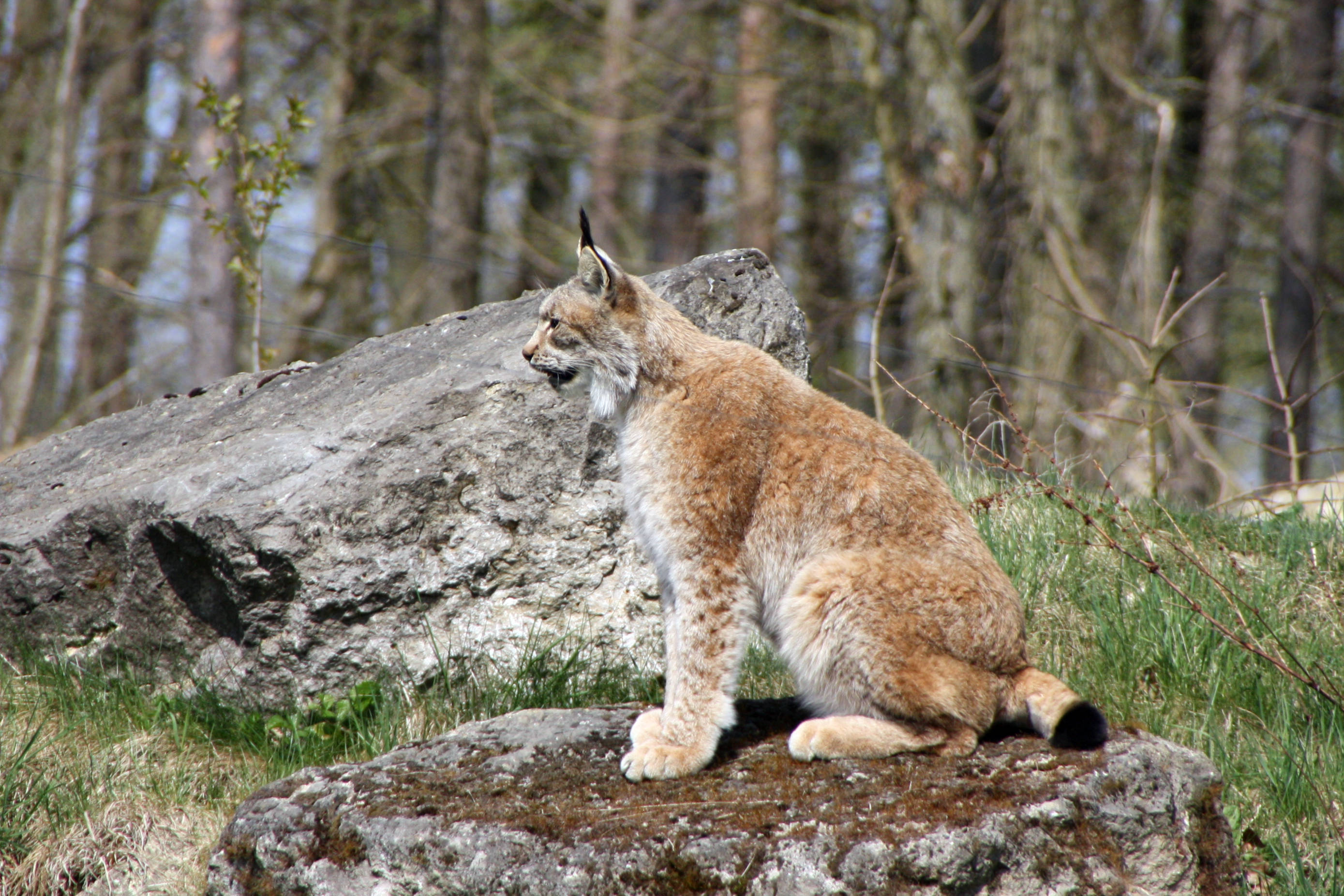
Ryś euroazjatycki w swoim naturalnym środowisku

Ryś zasiedla duże, zwarte, wielogatunkowe kompleksy leśne ze starymi drzewostanami o gęstym podszycie, zarówno górskie, jak i nizinne, iglaste, liściaste i mieszane. W zależności od obfitości siedliska, areał osobniczy rysia euroazjatyckiego może się wahać od 130 km² do 1400 km² (w Polsce do 350 km²). Dla samic powierzchnia terytorium może być znacznie mniejsza, nie sięgająca nawet połowy powierzchni siedliska samca. Rysie potrzebują więc bardzo dużych lasów, stale zapewniających odpowiednią liczbę ofiar. Pomimo że środowisk takich jest w Polsce wiele (przede wszystkim bory sosnowe), to są one jednak najczęściej poprzecinane gęstą siecią dróg, która uniemożliwia rysiom wędrowanie. Wiele rysi ginie przez to na drogach, po kolizjach z samochodami.
Inną ważną cechą, którą charakteryzują się siedliska rysi, są odpowiednie kryjówki – rysie najczęściej spędzają dzień w kryjówkach, a na żer wychodzą dopiero w nocy. Ssaki te więc preferują lasy, w których nie usuwa się wywrotów, a występują tam załomy skalne lub drzewa z obszernymi dziuplami, które europejskie koty wykorzystują jako schronienia. W jego terytorium nie powinno również brakować pozostawionych, martwych drzew. Między innymi przez tak duże wymagania środowiskowe, ryś jest w Polsce gatunkiem rzadkim.
Rysie są dobrymi pływakami, o czym świadczą odczyty z obroży telemetrycznych - mogą przepłynąć szeroką rzekę, taką jak Odra czy Wisła, a także zbiorniki wodne, w których odległości od brzegów wynoszą około 500 metrów.

## Tryb życia
Poza okresem godowym rysie prowadzą samotniczy tryb życia. Polują przede wszystkim w nocy, dzień zaś spędzają głównie na wypoczywaniu w kryjówce. W trakcie poszukiwania jedzenia przemierzają średnio 7 km w czasie jednej nocy, ale mogą przebyć ponad 20 kilometrów. Rysie zajmują bardzo rozległe terytoria, o które konkurują zarówno samice, jak i samce. Rewiry samców są większe niż rewiry samic; rewir jednego samca może zachodzić na rewiry 2-3 samic. Terytoria samców mają średnio ok. 130 km² do 1400 km² (w Polsce do 350 km²). Rewiry kilku samic praktycznie nie zachodzą na siebie, jednak mimo to często dochodzi między nimi do walk i konfliktów, podczas których matkom często pomagają wyrośnięte, ale jeszcze nie do końca samodzielne młode. Terytoria samców są wspólne nawet w 1/3, ale mimo to do walk pomiędzy samcami dochodzi niezwykle rzadko.

### Polowanie i pokarm

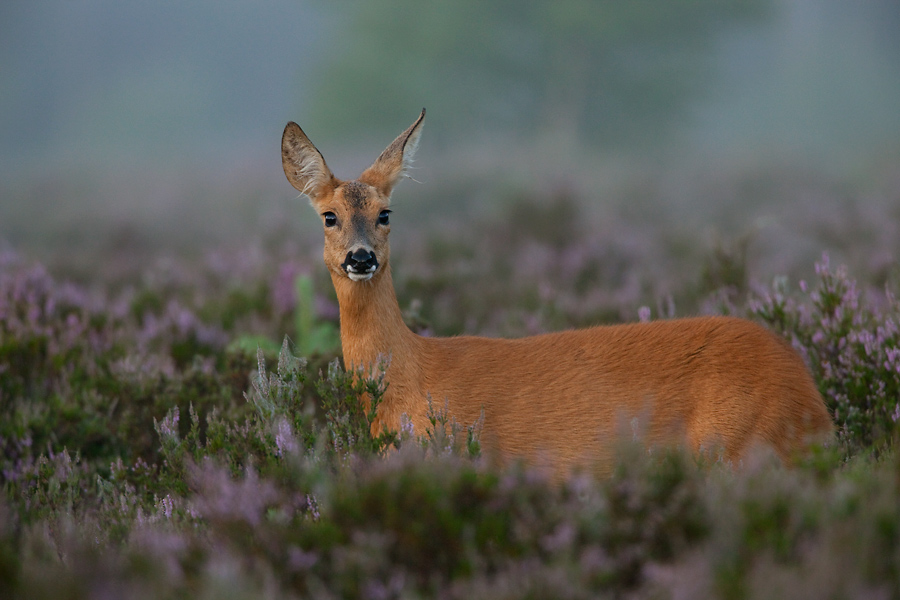
Ofiarami rysi padają najczęściej sarny

Rysie polują przede wszystkim na sarny. Są przy tym naturalnym czynnikiem ograniczającym liczebność tych ssaków. Polują także na łanie i młode jelenie, ale czynią to rzadziej. Poza tym polują również na mniejsze zwierzęta: liczne ptaki, zwłaszcza te gniazdujące na ziemi, jak np. jarząbki czy cietrzewie, a także na małe ssaki, jak np. zające, jenoty azjatyckie, czy nawet gryzonie. Rysie podejmują zwykle jedną próbę schwytania dużej zdobyczy na dobę, z czego dorosłym osobnikom udaje się to średnio raz na 38 godzin, zaś niedoświadczonym osobnikom młodocianym – raz na 105 godzin. Najwięcej dużych zwierząt, bo aż 190 rocznie, chwytają samice wychowujące młode. Rysie podejmują dziennie także do siedmiu prób upolowania małego zwierzęcia. Udają się one najczęściej raz na 3 – 4 próby.

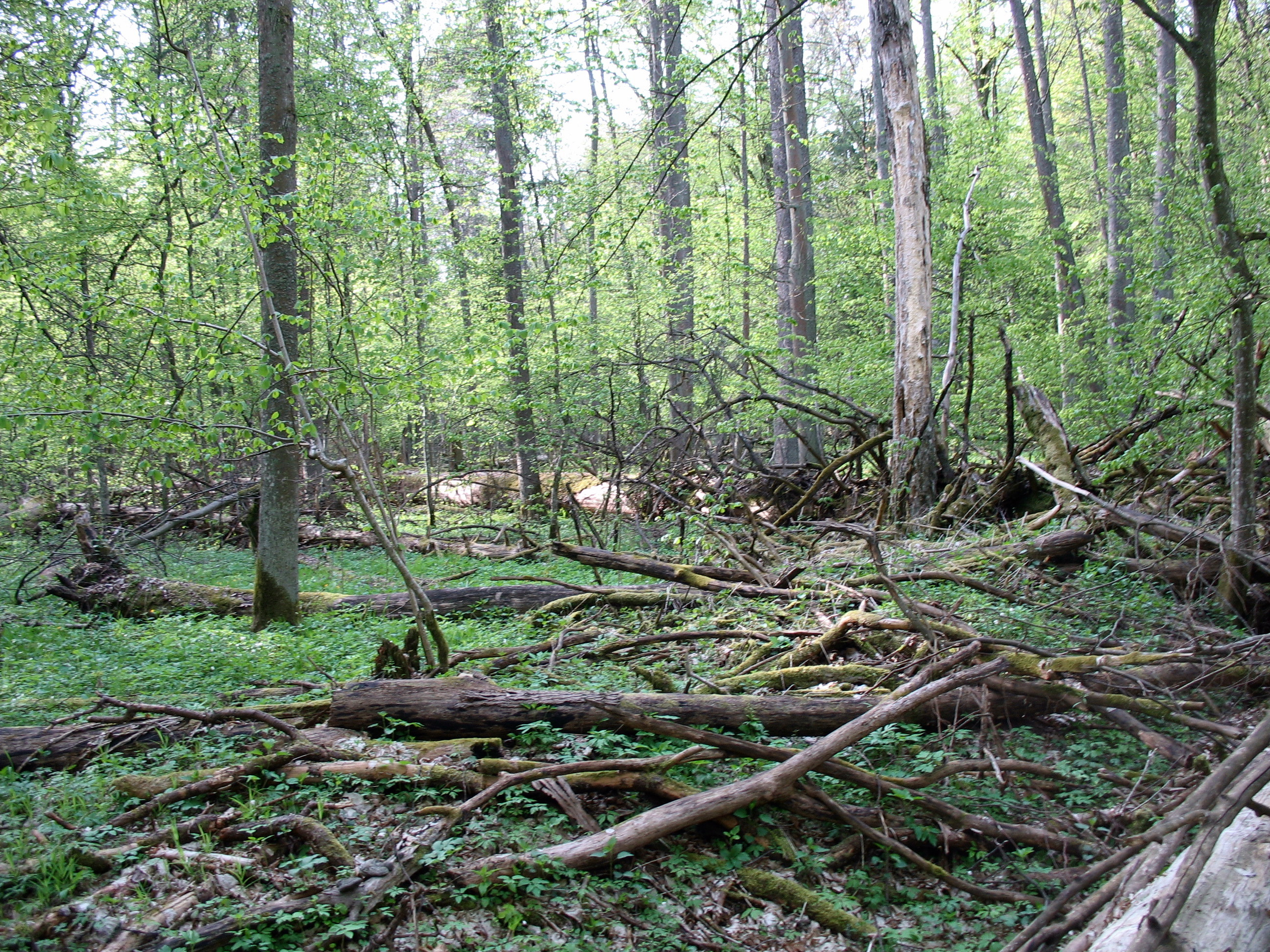
Obecność powalonych pni i wykrotów ułatwia rysiowi podejście ofiary

Rysie polują najczęściej od zmroku do wschodu słońca. W czasie polowania skradają się, wykorzystując naturalne zasłony, jak np. zwalone drzewa, krzewy, czy kępy wysokich traw, podejść ofiarę jak najbliżej, ponieważ nie są zbyt dobrymi biegaczami: biegają szybko tylko na krótkich dystansach. Podczas takich podchodów skradają się całkowicie bezszelestnie. Jeśli dopadną dużą zdobycz, rzucają jej się do gardła; są wystarczająco silne, by powalić ją na ziemię. Mniejsze zwierzęta chwytają przy pomocy przednich łap. Potrafią skoczyć na wysokość ponad 2 metrów, co wykorzystują podczas polowania na ptaki, które usiłują odlecieć. Wbrew panującemu stereotypowi nie są w takim stopniu jak rysie rude zależne od populacji zajęcy, polują bowiem także na wiele innych zwierząt.
Po upolowaniu dużej zwierzyny ryś najczęściej ukrywa jej resztki, czyniąc z niej rodzaj zapasu na następne dni. Najczęściej zakopuje ją w ściółce, narzucając tylnymi łapami liście, piasek lub śnieg, które potem uklepuje, przez co powstaje pagórek
. Takie spiżarnie często są jednak rabowane m.in. przez wilki, borsuki europejskie, dziki, lisy i zdziczałe psy. Niemal połowa łupów rysia jest plądrowana przez inne zwierzęta. W obliczu takiej sytuacji niektóre rysie ukrywają swoją zdobycz na drzewach – podobnie jak to czynią lamparty plamiste, by ukryć swoją zdobycz przed hienami. Pierwszy przykład takiego zachowania stwierdzono w Polsce, w Pienińskim Parku Narodowym, drugi zaś w czeskiej Szumawie.

### Rozród

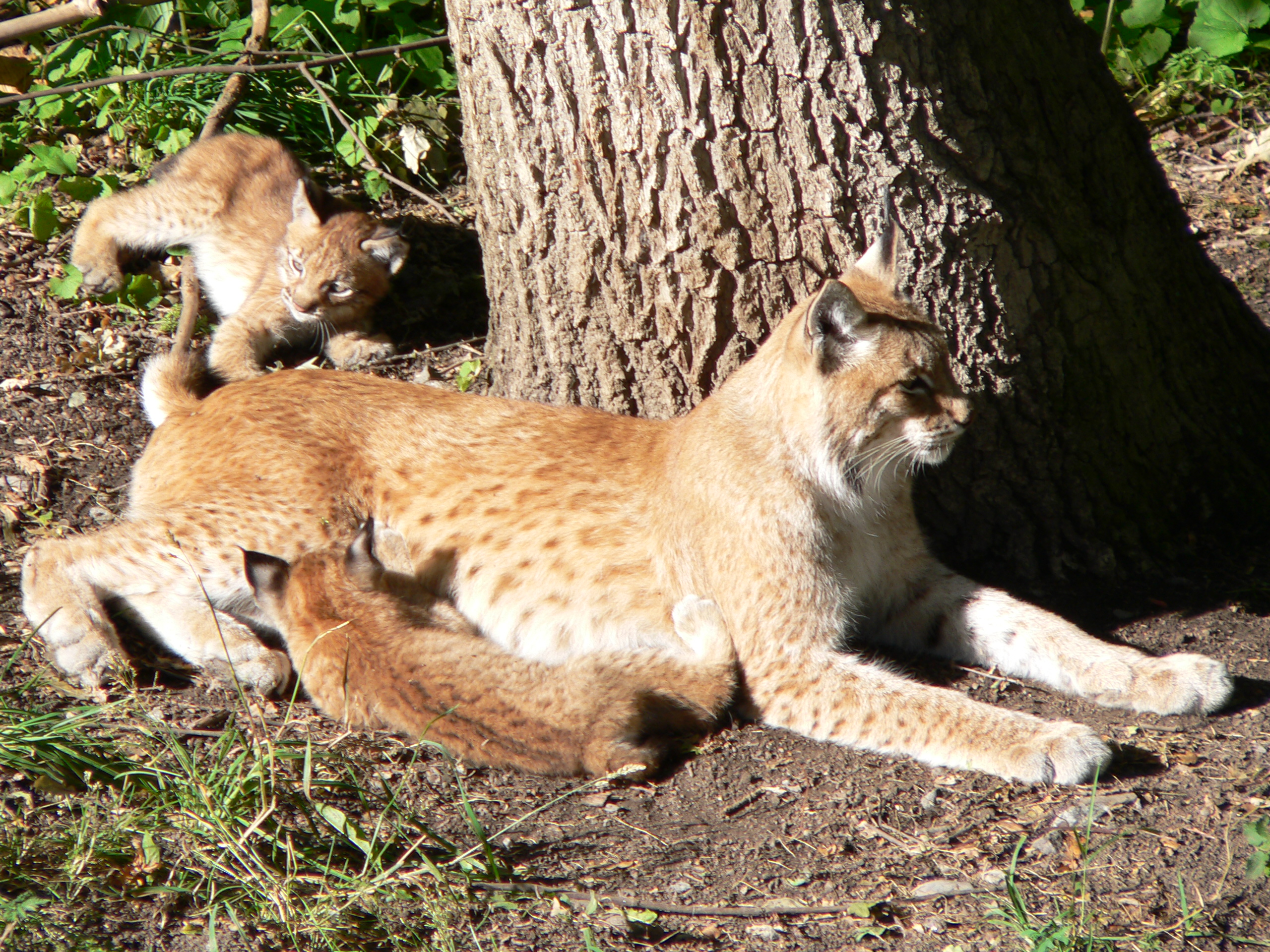
Dwa kocięta rysia z matką

Ze względu na ogólnie samotniczy tryb życia, rysie płci przeciwnej spotykają się ze sobą tylko raz w roku – w czasie rui. Rozpoczyna się ona zazwyczaj pod koniec stycznia, a kończy w marcu. W tym czasie w znaczący sposób zmienia się zachowanie tych zwierząt – intensywnie wędrują (również za dnia i także na niewielkie dystanse poza swoje terytorium) w poszukiwaniu partnera, często znaczą teren i głośno nawołują; takie nawoływania – głośne miauczenia i warczenia – słychać wtedy z odległości kilkuset metrów. Tak naprawdę jednak, właściwa ruja trwa jedynie ok. 3 dni; w tym okresie samiec nie odstępuje samicy o krok, nie poluje i zachowuje się bardzo agresywnie wobec ewentualnych konkurentów. Po kopulacji rysie rozchodzą się aż do następnego okresu godowego.
Ciąża u rysia trwa około 70–74 dni. Samica rodzi w jednym miocie 2 lub 3 (czasami więcej) kociąt. Przychodzą one na świat w maju lub czerwcu, w legowisku znajdującym się najczęściej w dobrze ukrytej rozpadlinie skalnej, jamie, norze lisa lub borsuka, wykrocie lub gęstym młodniku. Ważą około 290 g, otwierają oczy po 10 dniach życia, ssą do 3-6 miesięcy (mięsem zaczynają się już odżywiać, na początku tylko dodatkowo, po 2 miesiącach od narodzin). Od początku pierwszej jesieni w życiu, kocięta zaczynają towarzyszyć matce w dłuższych wędrówkach i łowach, czasami pomagają jej także w walkach z innymi rysiami. Samodzielność osiągają przed upływem 1 roku życia, w wieku 9-11 miesięcy, wówczas opuszczają matkę (która zaczyna już wtedy zresztą kolejny okres godowy). Często pozostają jeszcze przez jakiś czas w jej terytorium, później ostatecznie odchodzą i migrują w poszukiwaniu własnego rewiru. Samice osiedlają się często w pobliżu terytorium matki, natomiast samce odchodzą zazwyczaj dość daleko, pokonując codziennie znaczne odległości.
Samice rysia dojrzewają płciowo w wieku od 9 miesięcy do 1,5 roku, samce później, w wieku 1,5–2 lat. Śmiertelność młodocianych osobników jest bardzo wysoka, może wynosić nawet do 50%; później maleje. Rysie dożywają na wolności średnio wieku 14 – 17 lat, natomiast w niewoli często zdarza się, że padają dopiero w wieku ok. 25 lat.

## Zagrożenia i ochrona

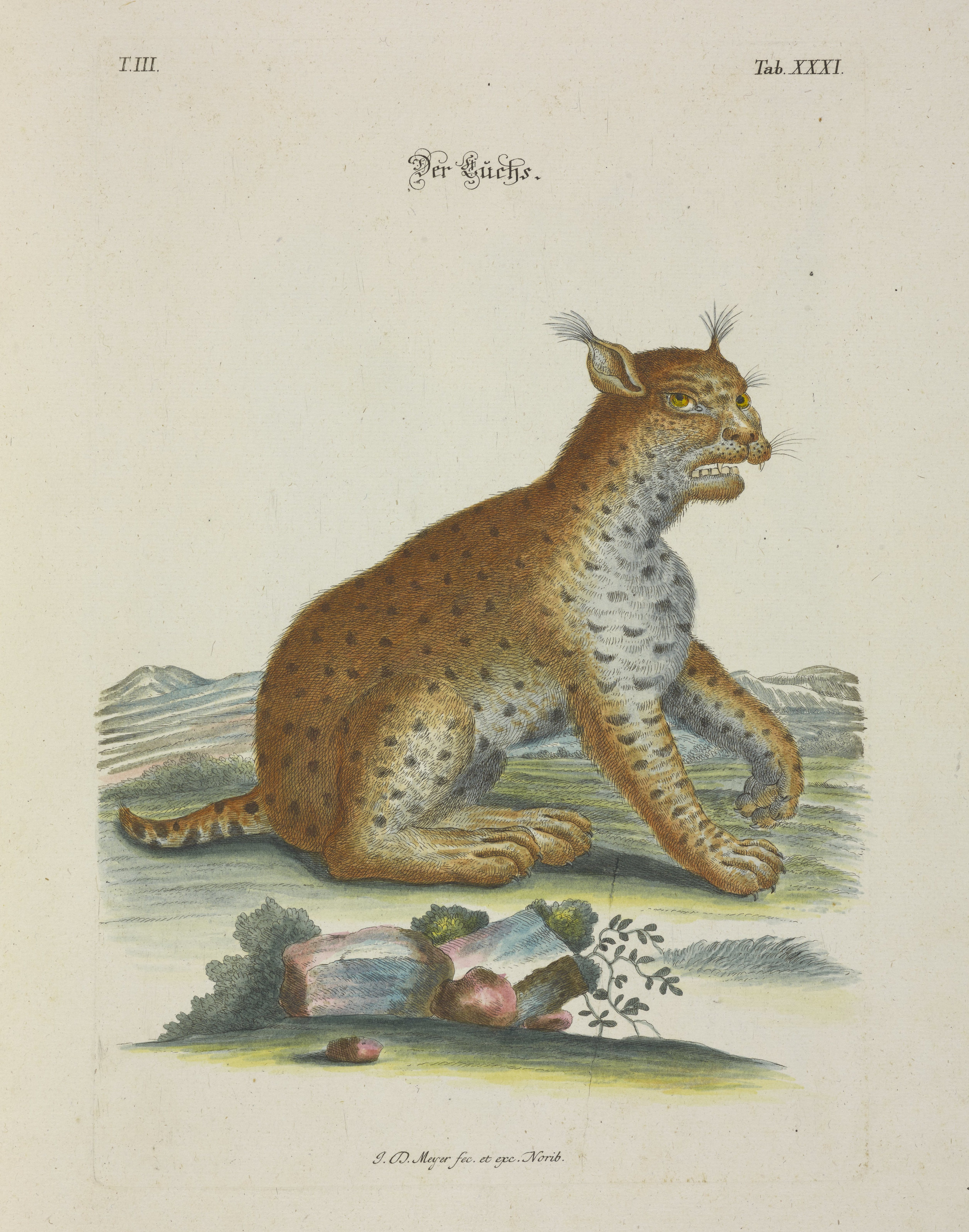
Ryś euroazjatycki, miedzioryt kolorowany (Johann Daniel Meyer, 1756)

W warunkach naturalnych wrogami rysia są wilki; dla młodych niebezpieczne są też orły i puchacze. Jednakże badanie przeprowadzone w Szwecji i Polsce stwierdziły, że wilk i ryś żyją w pokojowej egzystencji i przypadki walk pomiędzy nimi należą do niezmiernie rzadkich. Zagrożeniem dla niego jest człowiek i jego działalność oraz osłabienie spowodowane występowaniem licznych pasożytów (tasiemce, nicienie, glisty i włosień kręty) i chorób (wścieklizna i parwowiroza). Do głównych zagrożeń spowodowanych działalnością człowieka zaliczany jest niski stopień lesistości, kłusownictwo oraz zabijanie przez środki lokomocji.
Status prawny (zwierzę chronione/zwierzę łowne) rysia w Polsce zmieniał się kilkakrotnie po 1945 roku, ostatecznie od 1994 jest objęty ścisłą ochroną gatunkową i jest wpisany do Polskiej czerwonej księgi zwierząt.
W Polsce w przywrócenie populacji tych drapieżników w lasach mazurskich zaangażowany jest polski oddział międzynarodowej organizacji ekologicznej WWF, dzięki staraniom którego para rysi została wypuszczona na wolność w Puszczy Piskiej. Od 2019 program reintrodukcji rysia w północno-zachodniej Polsce (w ramach którego do 2023 wypuszczono na wolność ponad 70 rysi) prowadzi Zachodniopomorskie Towarzystwo Przyrodnicze.

## Nazwa gatunkowa
Łacińska nazwa rysia Lynx pochodzi od greckiego lygx lub lenkos, to znaczy świecący. Zawdzięcza ją swojemu bystremu wzrokowi. Polskie określenie „ryś” to słowo prasłowiańskie, dziś można by je przetłumaczyć jako „szybki” – por. „ruszyć rysią” – ruszyć szybko. Rysia nazywano też ryścem, ale później (od XVI wieku) nazwa ta została zarezerwowana dla lamparta.

## Rysie w mitologii
W mitologii nordyckiej rysie są często związane z boginią Freją, która jest uważana za symbol miłości, płodności, wojny oraz magii. Freja, znana również jako Freyja, była jedną z najważniejszych bogiń w pantheonach skandynawskich, a jej postać obrosła licznymi mitami i symboliką. Freja rządziła w Folkvangr, gdzie przyjmowała połowę poległych wojowników, a jej atrybuty obejmowały złoty naszyjnik Brisingamen oraz możliwość zmiany postaci.

## Filatelistyka
Poczta Polska pięciokrotnie wyemitowała znaczki pocztowe, na których pojawił się ryś euroazjatycki:
- 30 listopada 1965 w serii Zwierzęta leśne, znaczek o nominale 30 gr, w technice rotograwiury na papierze kredowanym, wg projektu Jerzego Desselbergera, w obiegu do 31 grudnia 1994[88]
- 21 maja 1973 w serii Zwierzyna łowna, znaczek o nominale 4,50 zł, w technice rotograwiury na papierze kredowanym, wg projektu T. Konarskiego i J. Wysockiego, w obiegu do 31 grudnia 1994[89]
- 22 maja 1976 w serii Ochrona środowiska – Parki Narodowe (ukazana głowa zwierzęcia), znaczek o nominale 4,50 zł, w technice rotograwiury na papierze kredowanym, wg projektu Jacka Brodowskiego, w obiegu do 31 grudnia 1994[90]
- 10 lipca 2001 w serii Dzikie zwierzęta i rośliny – gatunki zagrożone wyginięciem, znaczek o nominale 1 zł, w technice offsetowej na papierze fluorescencyjnym, wg projektu Alojzego Balcerzaka[91]
- 25 marca 2002 w serii Ssaki i ich młode, znaczek o nominale 1,10 zł, w technice offsetowej na papierze fluorescencyjnym, wg projektu Janusza Wysockiego[92]